# 獨孤永宰
獨孤永宰（1953年12月13日—），本名為全永宰（전영재），韓國男演員。

## 演出作品

### 電視劇
- 1988年：KBS《那年冬天很溫暖》
- 1993年：MBC《媽媽的海》
- 1994年：KBS《員警》
- 1994年：MBC《亞當的都市》
- 1994年：KBS《女兒多的人家》
- 1995年：SBS《韓國門事件》飾演 朴正熙
- 1996年：MBC《如果愛》
- 1998年：KBS《恩雅的花園》
- 1999年：KBS《你》
- 2000年：MBC《黃金時代》飾演 李容鎬
- 2001年：MBC《善姬與真姬》
- 2001年：MBC《想再看到他的臉》
- 2001年：MBC《戀人們》
- 2002年：TBS/MBC《Friends》（韓日合作拍攝）
- 2002年：MBC《禮物》
- 2002年：MBC《記得》
- 2003年：KBS《百萬朵玫瑰》
- 2003年：SBS《愛情萬歲》
- 2004年：MBC《英雄時代（朝鲜语：영웅시대_(2004년_드라마)）》飾演 朴正熙
- 2004年：KBS《九尾狐外傳》
- 2005年：SBS《來去海邊》飾演 張達奉
- 2006年：KBS《歐巴桑向前衝》飾演 沈泰俊
- 2007年：MBC《阿峴洞夫人》飾演 慧娜爸爸
- 2007年：MBC《太王四神記》飾演 故國壤王
- 2008年：SBS《純潔的你》
- 2009年：MBC《善德女王》飾演 世宗
- 2010年：MBC《粉紅色口紅》飾演 孟豪傑
- 2011年：MBC《Royal Family》飾演 金泰和
- 2011年：KBS《只有你》飾演 羅永植
- 2011年：MBC《光與影》
- 2011年：TV朝鮮《拯救高奉實歐巴桑》飾演 徐俊泰
- 2012年：MBC《吳子龍走吧》飾演 羅尚浩
- 2013年：KBS《蔘生》飾演 奉武龍
- 2013年：MBC《七級公務員》飾演 韓柱萬
- 2013年：MBC《歐若拉公主》飾演 李信城
- 2013年：KBS《至誠感天》飾演 安泰俊
- 2013年：KBS《漂亮男人》飾演 朴基碩
- 2014年：JTBC《貴夫人》飾演 朴慶準
- 2014年：TV朝鮮《火花裡》飾演 大統領
- 2014年：KBS《貓來了》 飾演 高東俊
- 2015年：SBS《深夜食堂》飾演 盧紳士
- 2015年：SBS《我有愛人了》飾演 姜萬浩
- 2016年：MBC《好人》飾演 洪文豪
- 2017年：SBS《Bravo My Life》飾演 金浩泰
- 2019年：SBS《想品嚐一下味道嗎？》
- 2023年：Disney+《惡中之惡》飾演 宋東赫

### 電影
- 1990年：《南部軍》
- 1991年：《死的贊美》
- 1992年：《白色戰爭》
- 1994年：《荷里活小子》
- 1995年：《怒火風雲》
- 1996年：《歸天圖》
- 2003年：《蝴蝶先生》
- 2006年：《韓半島風雲》
- 2012年：《90分鐘》

## 外部連結
- NAVER （页面存档备份，存于）